# The Decoy (film 1915 Lubin)
The Decoy è un cortometraggio muto del 1915. Il nome del regista non viene riportato nei credit del film che fu interpretato da Velma Whitman, Lee Shumway, Henry Stanley e Sam De Grasse.

## Produzione
Il film fu prodotto dalla Lubin Manufacturing Company.

## Distribuzione
Distribuito dalla General Film Company, il film - un cortometraggio in una bobina - uscì nelle sale cinematografiche USA il 4 giugno 1915.